# Tincian
Tincian je druhé studiové album velšské hudební skupiny 9Bach. Vydáno bylo v dubnu roku 2014 společností Real World Records. Obsahuje deset písní zpívaných ve velštině. V písni „Ffarwél“ kapelu doprovází sbor Côr Penrhyn. Dále na desce hostují dva členové austrálské skupiny Black Arm Band – Lou Bennett a Shellie Morris. Skupina za desku obdržela nominaci na Welsh Music Prize.

## Seznam skladeb
1. Lliwiau – 3:46
2. Llwynog – 4:31
3. Pebyll – 4:51
4. Plentyn – 6:01
5. Wedi Torri – 5:29
6. Pa Le? – 4:46
7. Ffarwél – 6:02
8. Llwybrau – 6:34
9. Babi'r Eirlys – 4:06
10. Asteri Mou – 5:45

## Obsazení
- Lisa Jên – zpěv, harmonium, klavír
- Martin Hoyland – zpěv, kytara
- Dan Swain – baskytara
- Ali Byworth – bicí, perkuse
- Esyllt Glyn Jones – harfa, zpěv
- Mirain Haf Roberts – zpěv

Hosté
- Côr Penrhyn
- Lou Bennett
- Shellie Morris